# まんがタウン
『月刊まんがタウン』（げっかんまんがタウン）は、かつて双葉社が発行していた日本の4コマ誌（4コマ漫画専門雑誌）。2000年11月5日発売の2000年12月号創刊、2023年12月5日発売の2024年1月号休刊。漫画アクションファミリー増刊『クレヨンしんちゃん特集号』から改題されての創刊となった。
定価は『まんがタウンオリジナル』休刊による統廃合で、2006年10月号より定価300円（たまに付録や内容によって特別定価320 - 330円になることもある）となる。消費税率の8%への増加に伴い、2014年5月号より定価340円となる。なお、『まんがタウンオリジナル』連載作品の一部は、双葉社他誌もしくはケータイサービスへ連載誌変更。
2015年5月に『コミックハイ!』が休刊となり、連載作品が双葉社の漫画雑誌へと移籍。本誌へは師走冬子の『あいたま』のみが移籍となった。
2023年11月、2024年1月号で休刊することが公式サイトで発表され、同年12月5日発売の2024年1月号にて休刊。23年の歴史に幕を閉じた。

## 休刊号の連載作品
2024年1月号。
- あの世で猫になる（東屋めめ）2020年10月号、2021年3月号 - 5月号、2022年1月号 - 2024年1月号[1] ※ゲスト→シリーズ連載
- 石田三成の妻は大変（重野なおき）2022年7月号 - 2024年1月号[1]→『webアクション』へ移籍[1]
- ウエイトレス（胡桃ちの）2023年5月号 - 2024年1月号[1]→『webアクション』へ移籍[1]
- 兎なりのウサギさん（野広実由）2022年1月号 - 3月号ゲスト、2022年4月号 - 2024年1月号[1]
- 押しかけギャルの中村さん（おりはらさちこ）2021年8月号 - 2024年1月号[1]→『webアクション』へ移籍[1]
- 鎌倉ものがたり（西岸良平）2000年12月号 - 2024年1月号[1]→『漫画アクション』へ移籍[1] ※ストーリー漫画
- かりあげクン（植田まさし） - 2024年1月号[1]→『漫画アクション』へ移籍[1]
- 恐竜とカッパのいる図書室（相澤いくえ）2022年8月号 - 2024年1月号[1]
- 新クレヨンしんちゃん（臼井儀人＆UYスタジオ）2010年9月号 - 2024年1月号[1]→『まんがクレヨンしんちゃん.com』へ移籍 ※ストーリー漫画
- 新婚のいろはさん（ÖYSTER） - 2024年1月号[1]→『webアクション』へ移籍[1]
- その運命は占えない！（えきあ）2023年7月号 - 2024年1月号[1]→『webアクション』へ移籍[1]
- 野原ひろし 昼メシの流儀（塚原洋一、キャラクター原作：臼井儀人）2016年1月号 - 2024年1月号[1]→『まんがクレヨンしんちゃん.com』へ移籍[1] ※ストーリー漫画
- 派遣戦士 山田のり子（たかの宗美） - 2024年1月号[1]→『JOUR』へ移籍[1]
- ホントはダシたい山車さん（佐野妙）2023年3月号 - 2024年1月号[1]
- まあみさんとレトロ遊び（ボマーン）2022年11月号 - 2023年4月号（シリーズ連載）、2023年5月号 - 2024年1月号[1]
- もくもく もくのキャン（市川ヒロシ）2022年6月号 - 2024年1月号[1]

## 過去に連載されていた主な作品

### あ行
- 相方が俺を好きすぎる（パン崎まろやか）2021年7月号 - 9月号ゲスト、2022年1月号 - 2023年2月号
- あいたま（師走冬子）2015年8月号 - 2020年8月号 ※『コミックハイ!』より移籍
- アキナイ☆ダマシイ（胡桃ちの）- 2015年2月号 ※単行本1巻発行に合わせて『商☆魂』より改題
- あさひ大家族（ふじた渚佐） - 2022年6月号
- 明日屋のカルメちゃん（南ひろこ）
- あつあつふーふー（佐藤両々）2011年11月号 - 2020年4月号（2014年8月号,10月号,12月号・2015年5月号,12月号・2016年2月号 - 休載）
- 居間には今外国人がいます。（駒倉葛尾）2013年4月号 - 2015年12月号
- 意味がわかると怖い4コマ（湖西晶） - 2021年10月号 ※『webアクション』と並行連載
- うちの大家族（重野なおき）※『まんがタウンオリジナル』にて連載開始後に並行連載化、2011年9月まで『コミックハイ!』でも連載
- うちのばーちゃん超絶（めっちゃ）かわいいんですけど？（胡桃ちの）2015年6月号 - ※幅広4コマ漫画
- 大越春太郎は黙れない!（瀬田ヒナコ） - 2022年4月号
- 岡Gの徒然絵日記（岡田がる）- 2008年11月号
- 押しかけ時姫（東屋めめ）2013年2月号 -
- オタケン（さかもとみゆき）- 2008年10月号
- おどりませんっ!（たかまつやよい）2010年6月号 - 2011年5月号
- 俺の生徒は神メイド（桐原小鳥）
- おやじの道（タケダミツヒロ） - 2011年4月号 ※コラム

### か行
- かしこみっく（池尻エリクソン）- 2012年9月号
- かぞくのあした（おおた綾乃）- 2008年10月号
- 飼っちょるハムスター（鹿嶋ヒロオ）2008年2月号、2009年2、7 - 9月号ゲスト、10月号 - 2011年4月号
- かのんとぱぱ（おーはしるい） - 2022年4月号
- かめびより（松田円）
- かわしい先輩と残業めし（梨尾）
- 飼われもの夫婦（田中なつ）- 2008年10月号
- きぐるめくるみ!（うず）2013年2月号 - 2015年4月号
- 偽装男子（東屋めめ）2010年8月号、12月号ゲスト、2011年6月号 - 2012年12月号
- 君と銀木犀に（相澤いくえ）2020年10月号 - 2021年12月号
- くるりのこと。（富永ゆかり）2010年3月号 - 2010年11月号
- クレヨンしんちゃん（臼井儀人）- 2010年3月号 ※ストーリー漫画。2010年6 - 8月号に「クレヨンしんちゃんメモリアル」として一部再掲
  - クレヨンしんちゃん SHIN-MEN（相庭健太、原作：臼井儀人、脚本：中島かずき）2010年12月号付録掲載、2011年1月号 - 2013年6月号 ※ストーリー漫画
  - クレヨンしんちゃん ガチンコ!逆襲のロボとーちゃん（相庭健太・原作：臼井儀人・脚本：中島かずき）2013年10月号 - 2014年12月号
  - 映画クレヨンしんちゃん 激突!ラクガキングダムとほぼ四人の勇者（原作：臼井儀人、作画：高田ミレイ、制作：シンエイ動画）2019年10月号 - ※ストーリー漫画
  - 映画クレヨンしんちゃん 謎メキ!花の天カス学園（原作：臼井儀人、作画：高田ミレイ、制作：シンエイ動画）※ストーリー漫画
  - SUPER SHIRO コミック版（原作：臼井儀人、『SUPER SHIRO』原案：湯浅政明、作画：相庭健太、制作：SUPER SHIRO製作委員会） - 2021年12月号
  - しん次元! クレヨンしんちゃん THE MOVIE 超能力大決戦 〜とべとべ手巻き寿司〜（原作：臼井儀人、漫画：高田ミレイ、監修：しん次元クレヨンしんちゃん製作委員会）2023年2月号 - 2023年9月号
- ケイくんとアヤメさんがルームシェア（ボマーン）2011年8月号 - 2014年12月号
- けいちゃんに一本!（高田ミレイ）
- 恋がわからぬ大人共（赤のキノコ）2021年10月号 - 2022年10月号、2022年12月号
- 恋するヤンキーガール（おりはらさちこ）2015年1月号 - 2019年9月号、2019年11月号に特別編掲載
- 珈琲と猫の隠れ家（相澤いくえ）2019年4月号 - 2020年5月号
- 子連れ☆おおがみ（関根亮子）- 2008年9月号
- コトちゃんの空（大原なち）- 2009年3月号
- 子供失格（松山花子）- 2011年7月号
- コドモの味方（松本藍）2012年2月号 - 2013年3月号※ストーリー漫画
- 小春さん、ずれてない?（東屋めめ）
- こわれたてのレディオ（武井達人）2010年9月号 - 2013年1月号
- 今夜も家呑み! ご当地グルメでカンパーイ!（カツヤマケイコ）2011年10月号 - 2013年5月号 ※エッセイ漫画、非4コマ

### さ行
- 彩陽女子高 食物調理科（青山だいじろう）2013年6月号 - 2014年12月号
- 桜田ファミリア◆ツーリスト（胡桃ちの）- 2019年10月号
- 三色だんご（山田まりお）2010年8月号 - 2012年5月号
- 思春機13号（池尻エリクソン）2012年10月号 - 2014年5月号
- シスコなふたり（後藤羽矢子）2007年4月号 - 2011年3月号
- 淑女の笑顔は崩れません（佐野妙） - 2022年4月号
- 純喫茶のプリムラさん（ほっぺげ）
- しょーがくせれぶ（中村カンコ）2013年8月号 - 2014年6月号 ※『漫画アクション』より移籍
- 少年アシベ（森下裕美）2011年6月号 - 2013年1月号※『週刊ヤングジャンプ』初出作品をより抜いて4C改稿掲載したもの
- 少年アシベ GO!GO!ゴマちゃん（原作：森下裕美、作画：おぎのじゅんこ、監修：Team Goma）2017年6月号 - 2018年4月号※『月刊アクション』より移籍
- 食欲しか勝たん!（えきあ）読み切り掲載後、2021年10月号 - 2022年11月号
- しましま日誌（佐野妙）2010年10月号 - 2013年8月号
- 少女よ漫画の星となれ（松山花子）2012年8月号 - 2014年1月号
- すてきなムコさま（富永ゆかり）- 2008年4月号
- 節約家・カオルさん（くらた美香） - 2012年4月号
- 70's愛ライフ（吉田美紀子）- 2016年1月号
- セレブリティ麗子さん（神奈川のりこ）
- せんせといっしょ!（笹野ちはる）2010年5月号 - 2012年1月号
- そんな2人のMyホーム（樹るう）- 2011年7月号

### た行
- 大正 乙女カルテ（野広実由）2013年2月号 - 2015年10月号
- 立ち呑み布袋でもう一杯（とく村長）2019年10月号ゲスト、12月号より連載 - 2021年9月号
- だめよめにっき（私屋カヲル）- 2010年7月号
- だらだら毎日のおでかけ日和（とぽすけ）- 2010年2月号
- ちこはゲーセン一番星!（とく村長）- 2019年5月号
- ちっちゃいナース（荻野眞弓）- 2011年9月号
- ちはるさんの娘（西炯子）※不定期連載、- 2019年11月号
- チビでも大ちゃん（大原なち）
- 中華なOLめいみん。（高田ミレイ）- 2012年8月号
- 中年マンガ家ですが介護ヘルパー続けてます（吉田美紀子）※不定期連載
- ちょい能力少女あゆむ（佐野妙）2014年1月号 - 2016年6月号
- 蝶のように花のように!（柳瀬ルカ→ヤナセルカ）2010年3月号 - 2012年7月号
- チワ（たかはしけんじ）
- 照子ちゃんは恥ずかしがり屋（沼江蛙）2015年1月号 - 3月号ゲスト、5月号 -
- 天下無双! 恋メガネ（富永ゆかり）- 2010年2月号
- てんしんらん漫!（柚原有里、原作：天津 向清太朗）2013年3月号 - 2014年10月号
- ど先端ナース（ÖYSTER）2014年1月号 -
- 突撃!第二やまぶき寮（岩崎つばさ）- 2008年12月号
- となりの工学ガール（梅川和実）2013年8月号 - 2014年5月号 ※『まんがタイムファミリー』（芳文社）より移籍

### な行
- 涙の数だけ輝いて!（柳瀬ルカ）2012年12月号 - 2013年2月号・4月号ゲスト、7月号 - 2015年4月号
- 2年2組のスタジアムガール（須賀達郎）2016年2月号 - ※幅広4コマ漫画
- ねこ上司といぬ部下くん（橙夏りり）2022年2月号 - 2023年6月号
- 猫またはごはんを。（湖西晶）2021年11月号 - 2023年3月号

### は行
- はいぱー少女 ウッキー!（むんこ）- 2011年10月号
- 花やか梅ちゃん（師走冬子）- 2008年8月号
- パラダイス・ホテル（小笠原朋子）- 2008年10月号 - 『さくらハイツ102』の小川さやかを主人公としたスピンオフ作品。
- はるうらら（たかまつやよい）- 2008年7月号
- パンクかあさんとロリータむすめ。（阿部川キネコ）- 2013年7月号 ※2012年11月号まで隔月連載
- 光の大社員（ÖYSTER）- 2013年10月号
- ビギンはもうすぐ閉店します（むんこ）2018年10月号 -
- ひなたの総務メイト（佐野妙）
- 漂流系女子高生（えのきづ）2015年11月号 -
- ふぅわり花便り おはなちゃん（たかはしみき）
- 不思議くんJAM（小池田マヤ）- 2011年4月号、『ミルククラウンの王子様』の石狩不思議を主人公としたスピンオフ作品。
- 部長と2LDK（おりはらさちこ）2019年11月号 - 2021年6月号
- プッチプチひまわり（臼井儀人）- 『クレヨンしんちゃん』の野原ひまわりを主人公としたスピンオフ作品。基本的に前月の『JOURすてきな主婦たち』掲載分の再掲載。- 2010年2月号
- フミちゃんの東大受験日誌（松本勇祐）2014年6月 - 2015年10月号
- 平日休みの堀出さん（小坂俊史）2019年8月号 -
- ぼくの奥さん（樹るう）2012年2月号 - 2013年10月号
- ぽこぽこコーヒー気分（笹野ちはる）- 2008年4月号
- ポジティブ先輩ネガティブ先輩（オオトリキノト）※不定期連載
- ほほかベーカリー（ボマーン）- 2011年7月号
- ほぼほぼ商店（東屋めめ）- 2017年10月号
- ぽよ・ぺた（美月李予）

### ま行
- 末裔学園☆おとぎ組（関根亮子）- 2011年1月号
- 松井雪子の今月のおとりよせ（松井雪子）2008年10月号 - 2012年4月号 ※コラム
- 魔法少女は笑わない（ボマーン）2016年2月号 -
- 魔法女子高生 トラノイー カルナ（後藤羽矢子）2011年6月号 - 2012年11月号
- ままごと少女と人造人間（瀬田ヒナコ）2014年2月号 - 2017年10月号
- ママはパートマスター（田中なつ） - 2023年11月号 ※シリーズ連載
- まゆげ犬コータロー（はやし利枝）- 2008年8月号
- 丸先生の○○がかわいい。（ノッツ）2019年1月号 - 2020年2月号
- みねちゃんぷるー（岩崎つばさ）- 2011年6月号
- みんな猫に恋してる（唐草ミチル）
- 無敵常人グータラ奥さん（森島明子）
- 無敵なおかん（神奈川のりこ）2010年10月号 - 2013年2月号
- メイドのお仕事（佐藤ゆうこ）
- めざせ!山カゾク♪（たかせシホ）2012年1月号 - 2013年8月号 ※エッセイ漫画、非4コマ。単行本は「高瀬志帆」名義
- メタボリックダーリン（湖西晶）
- 妄想しがちなすみれさん（野広実由）
- 喪女が勇者と暮らしたら（瀬田ヒナコ）

### や行
- 山本さんちのガン・ガール（ていお亭ていお、 監修：会津佐哲）2015年4月号 -
- ユイちゃんの恋結び（橙夏りり）2021年5月号 - 2021年9月号
- 勇者様!? こ…これってそういう意味ですか?!♥（大場玲耶）- 2022年8月号
- 夢からさめても（王嶋環）2011年10月号ゲスト、2012年6月号 -
- 湯宿若草物語OKAMI-おかみ-（胡桃ちの）- 2009年11月号
- 夜明けのふたりごはん（湖西晶）2019年10月号 - 2021年3月号
- ようこそ!スマイリーバーガーへ（乃花タツ）
- よせ☆あげ（笹野ちはる）- 2010年3月号
- 嫁の名はキリコ（佐藤ゆうこ）- 『メイドのお仕事』のキリコを主人公としたスピンオフ作品。- 2011年8月号

### ら行
- 楽天ファミリー（新田朋子）
- 研究所ライフ（坂巻あきむ）2013年7月号 - 2015年6月号
- りさいくるくる繁盛記（田中なつ）※ゲスト扱いだが掲載多数
- 龍天寺夫妻の生活（たかまつやよい）- 2010年4月号
- RIRIKA☆ビューティフル（神奈川のりこ）- 2010年9月号
- ルナナナ（小坂俊史）2021年6月号 - 2023年10月号
- レトロゲーとかマジウケる!（大場玲耶）2018年12月号 - 2019年12月号

### わ行
- 我が名はウェルシュ（よこ）2010年8月号ゲスト、9月号 - 2012年2月号
- わるがKIDS（植田あきら）
- んじゃま、ここらでお茶にしましょうか。（胡桃ちの）2021年7月号 - 2022年12月号

## 映像化
映像化作品はいずれも他誌からの移籍してきた作品である。移籍前の映像化は割愛する。この他、改稿した再掲作品を含めると「少年アシベ」も再テレビアニメ化（2016年 - 2019年）している。
- クレヨンしんちゃん（継続中、テレビアニメ・劇場アニメ化）
- 鎌倉ものがたり（2017年、実写映画化）
- かりあげクン（2023年、テレビドラマ化）

## 表紙のデザイン
4コマ誌においては、他のジャンルの漫画雑誌と異なり、表紙イラストの中心キャラクターが1名の作家によって複数月連続して担当される（その他の漫画のキャラクターが小さく周りにいくつか配置されることが多い）、という特徴がある。『まんがタウン』では基本的に『クレヨンしんちゃん』（臼井儀人）がメインである。
2010年4月号と2011年2月号は『かりあげクン』（植田まさし）が中心に配され、2010年6月号から8月号までは『かりあげクン』と月替わりでもう1作品のキャラクターが合同で中心に配される構図が基本となった。以下、月替わりイラストを担当していた作家・作品と、その担当していた期間を記す。
1. たかの宗美（派遣戦士 山田のり子）（2010年6月号）
2. 私屋カヲル（だめよめにっき）（2010年7月号）
3. むんこ（はいぱー少女 ウッキー!）（2010年8月号）

2011年1月号以後は、『新クレヨンしんちゃん』が表紙を飾ることが多いものの、固定にこだわらない月替わり表紙にやや近い状況になっている。※2011年7月号は多数の作品イラストが同等に小さく配された合同表紙
1. 西岸良平（鎌倉ものがたり）（2011年1月号、2013年7月号）
2. 植田まさし（かりあげクン）（2011年2月号、2015年4月号）
3. UYスタジオ（新クレヨンしんちゃん）（2011年3,5,8-10,12月号、2012年1-3,5-6,8-10月号、2013年1,5-6月号、2014年6月号、2015年1-2,5-6,8月号、2016年1月号）
4. たかの宗美（派遣戦士 山田のり子）（2010年4月号、2013年11月号）
5. 森下裕美（少年アシベ）（2011年6月号）
6. 東屋めめ（偽装男子）（2012年12月号（最終回））
7. うず（きぐるめくるみ!）（2013年2月号（新連載）,4月号,12月号（佐藤両々と合同））
8. 東屋めめ（押しかけ時姫）（2013年3月号,8月号（佐藤両々と合同）,10-11月号）
9. 佐藤両々（あつあつふーふー）（2013年8月号（東屋めめと合同）,9月号,12月号（うずと合同）,2014年3-4月号,11月号）
10. 相庭健太（ガチンコ!逆襲のロボとーちゃん）（2013年10月号（新連載）、2014年5月号,12月号（最終回））
11. ÖYSTER（ど先端ナース）（2014年1月号（新連載））
12. 瀬田ヒナコ（ままごと少女と人造人間）（2014年2月号（新連載）,8月号、2015年7月号、2016年3月号）
13. 野広実由（大正 乙女カルテ）（2014年7月号）
14. 王嶋環（夢からさめても）（2015年3月号）
15. 西炯子（ちはるさんの娘）（2015年9月号）
16. 佐野妙（ちょい能力少女あゆむ）（2015年10月号）
17. 師走冬子（あいたま）（2015年12月号）
18. 塚原洋一（野原ひろし 昼メシの流儀）（2016年2月号）

2012年1月号は渡り廊下走り隊7のグラビアが表紙を飾っている。
ときに『新クレヨンしんちゃん』ともう1作品のキャラクターが合同で中心に配されることもある。
1. たかの宗美（派遣戦士 山田のり子）（2011年11月号、2012年4月号）
2. 樹るう（僕の奥さん）（2012年7月号）
3. 佐藤両々（あつあつふーふー）（2012年11月号）

## 兄弟誌
- まんがタウンオリジナル（毎月20日発売） - 休刊。